# Fernando Cruz Isidoro
Fernando Cruz Isidoro es Catedrático de Historia del Arte de la Universidad de Sevilla. Doctor en Geografía e Historia en la sección de Historia del Arte (1993) de la Universidad de Sevilla, con la máxima calificación (sobresaliente cum laude) y Licenciado en Geografía e Historia en la sección de Historia del Arte (1988). Desempeña su labor docente e investigadora en el departamento de Historia del Arte de la Universidad de Sevilla desde 1996, donde ganó, por oposición, la plaza de Profesor Titular de Universidad en 2002, y la de Catedrático de Historia del Arte en 2024 con el perfil de Arte Español Moderno. Funcionario de carrera, su labor docente ha sido reconocida con el Premio a la Innovación Docente (2001), la Calificación de Sobresaliente en el conjunto de la actividad docente (2006), el Diploma a la Excelencia Docente en 2007, y el Informe Global Favorable sobre la calidad de su actividad docente por la Vicerrectora de Personal Docente e Investigador de la Universidad de Sevilla en febrero de 2023.
Sus principales líneas de investigación son la Historia de la Arquitectura Renacentista y Barroca de Andalucía Occidental, el Mecenazgo y patronazgo artístico de la Casa ducal de Medina Sidonia y el Conjunto histórico-artístico de Sanlúcar de Barrameda, ciudad cuyo Excmo. Ayuntamiento le otorgó su Insignia de Oro en 2008 por “sus múltiples trabajos sobre el Patrimonio de Sanlúcar y su empleo en el trabajo de divulgación y difusión de los valores culturales y sociales de nuestra historia, que son una aportación impagable para el mejor conocimiento de Sanlúcar". De igual manera, la Fundación Puerta de América, que conmemora la gesta de la I Circunnavegación de Magallanes-Elcano, le concedió el Premio Capitán de Galeones 2018, por su destacada labor como historiador de la arquitectura andaluza y por “liderar la nave de la investigación y difusión del patrimonio sanluqueño”. En 2019 fue elegido, por unanimidad, Académico Correspondiente de la Real Academia Provincial de Bellas Artes de Cádiz y Académico de Número de la Real Academia Provincial de Bellas Artes de Cádiz en 2023. Es el Investigador Principal del Grupo HUM171 Centro de Investigación de la Historia de la Arquitectura y el Patrimonio Artístico Andaluz CIHAPA.
Ha escrito 20 libros de investigación, entre los que destaca El arquitecto sevillano Pedro Sánchez Falconete (1991); Arquitectura sevillana de'l Siglo XVII. Maestros Mayores de la Catedral y del Concejo Hispalense (1997), El Santuario de Ntra. Sra. de la Caridad, de Sanlúcar de Barrameda. Estudio histórico-artístico (1997), Alonso de Vandelvira. Tratadista y arquitecto andaluz (2001), El convento sanluqueño de Capuchinos. Arte e Historia de una fundación guzmana (2002); El Convento de la Victoria. Historia, Arquitectura y Patrimonio Artístico (2008); El Patrimonio Restaurado de la Basílica de la Caridad de Sanlúcar de Barrameda (2011); La Capilla de San José del Gremio de Carpinteros de lo Blanco. Una joya del barroco sevillano (2015); Cuando Sanlúcar no era blanca. Revestimientos y policromía de sus fachadas barrocas (2017);  El Monasterio de Madre de Dios. Historia y Patrimonio artístico de las dominicas sanluqueñas (2018);  El arquitecto Miguel de Zumárraga (ca.1550-1630). Experto cantero en una Sevilla de albañiles (2020), El convento de San Diego y la Hermandad de la Oración en el Huerto. Una historia y un patrimonio compartidos. Libro conmemorativo de los 75 Años de la Historia de la Hermandad (1947-2022) (2023), y "Manuel Gallego Lobato. Pintor ceramista" (2024). 
Ha coordinado y editado otros 8 libros, como: Sanlúcar, la Puerta de América. Estudios Históricos y Artísticos (2012); Sanlúcar Señorial y Atlántica. Jornadas de Patrimonio Histórico-Artístico 2011-2012 (2014); y Sanlúcar Señorial y Atlántica. III y IV Jornadas de Investigación del Patrimonio Histórico-Artístico 2013-2014 (2016); Centro de Investigación de la Historia de la Arquitectura y el Patrimonio Artístico Andaluz. HUM171. Nuevos aportes 2021 (2021); Centro de Investigación de la Historia de la Arquitectura y el Patrimonio Artístico Andaluz. Nuevas investigaciones 2022 (2022); y Nuevas investigaciones sobre patrimonio artístico en Andalucía. Identidad, conocimiento y difusión (2024).  Ha publicado 37 capítulos en libros y actas de congresos, 114 artículos de investigación en diferentes revistas nacionales e internacionales, más de 70 fichas catalográficas en catálogos y, como crítico literario, 12 reseñas de publicaciones.  Ha coordinado 22 seminarios de investigación, como los 7 realizados con su Grupo de Investigación desde que lo dirige en 2012, o las 5 Jornadas de Investigación de Sanlúcar, y sus Actas, entre 2011 y 2015.    